# 普拉蒂河岸

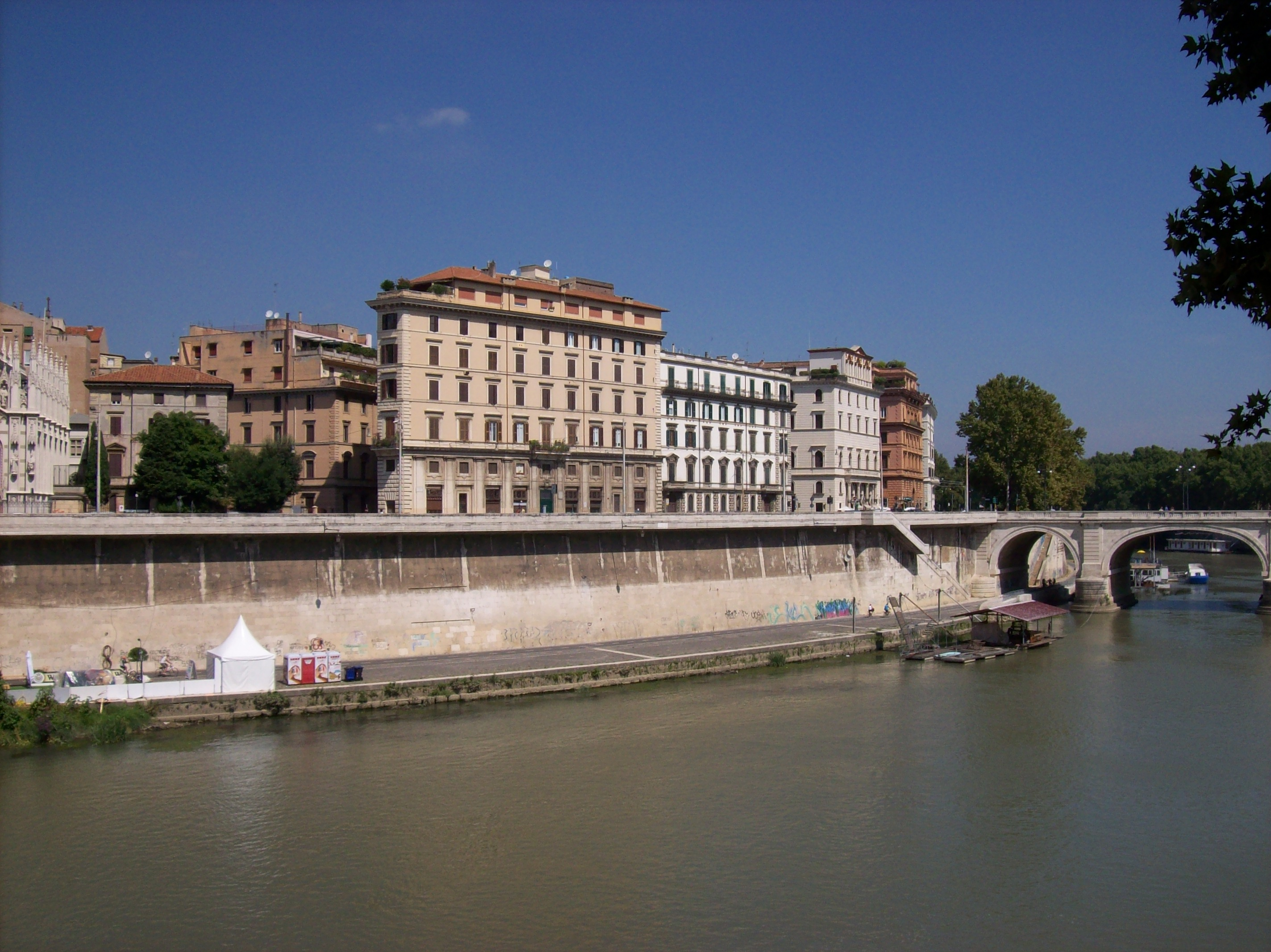

普拉蒂河岸（Lungotevere Prati）是意大利罗马普拉蒂区的一段台伯河岸，连接Via Ulpiano 与 Via Vittoria Colonna 。
河岸得名于所在的普拉蒂区，原名普拉塔（拉丁文：草地） ，因为存在大片绿地，居住的主要是农民；定名于1887年7月20日。
沿街有哥特式风格的圣心教堂（Chiesa del Sacro Cuore del Suffragio）,由Giuseppe Gualandi 建于1894-1917年。